# پروپین
پروپین (به انگلیسی: Propyne) یا متیل‌استیلن با فرمول شیمیایی C۳H۴ یک ترکیب شیمیایی است که جرم مولی آن ۴۰٫۰۶۳۹ g/mol می‌باشد. 